# Barbaceniopsis castillonii
Barbaceniopsis castillonii là một loài thực vật có hoa trong họ Velloziaceae. Loài này được (Hauman) Ibisch mô tả khoa học đầu tiên năm 2001.